# پراکسی ناشناس
یک ناشناس کننده یا یک پراکسی ناشناس ابزاری است که تلاش می‌کند فعالیت در اینترنت را غیرقابل ردیابی کند. این سیستم معمولاً یک رایانه سرور پروکسی است که به عنوان یک واسطه و سپر حریم خصوصی بین رایانه کاربر و اینترنت عمل می‌کند. این برنامه از طریق دستگاه کاربر به اینترنت دسترسی پیدا می‌کند و از اطلاعات شخصی کاربر با پنهان کردن اطلاعات شناسایی کامپیوتر مانند آدرس‌های IP محافظت می‌کند. پروکسی ناشناس برعکس پروکسی شفاف است که اطلاعات کاربر را در هدر درخواست اتصال ارسال می‌کند. پروکسی‌های ناشناس تجاری معمولاً به عنوان خدمات VPN فروخته می‌شوند.

## اهداف
دلایل زیادی برای استفاده از ناشناس‌کننده‌ها وجود دارد، مانند به حداقل رساندن خطر، جلوگیری از سرقت هویت، یا محافظت از تاریخچه جستجو در برابر افشای عمومی.
برخی از کشورها سانسور شدیدی را در اینترنت اعمال می‌کنند. ناشناس‌کننده‌ها می‌توانند به اجازه دسترسی آزاد به تمام محتوای اینترنتی کمک کنند، اما نمی‌توانند مانع بازخوردهای دسترسی به اینترنت آزاد شوند. علاوه بر این، از آنجایی که خود اطلاعات مربوط به پراکسی‌های ناشناس در این کشورها ممنوع است، این خطر وجود دارد که کاربران مراقب در تله‌ای که توسط دولت تعیین شده است بیفتند.
ناشناس‌کننده‌ها همچنین توسط افرادی که مایل به دریافت اطلاعات در رابطه با بازاریابی اینترنتی و اطلاعات هدفمند هستند، استفاده می‌شوند. به عنوان مثال، رسانه‌های خبری بزرگ مانند CNN بینندگان را بر اساس منطقه هدف قرار می‌دهند و اطلاعات متفاوتی را به جمعیت‌های مختلف می‌دهند. وب‌سایت‌هایی مانند YouTube اطلاعاتی دربارهٔ آخرین ویدیوهای مشاهده شده در رایانه به‌دست می‌آورند و بر این اساس ویدیوهای «توصیه‌شده» را پیشنهاد می‌کنند و بیشتر بازاریابی هدفمند آنلاین با نشان دادن تبلیغ‌ها بر اساس آن منطقه انجام می‌شود. ناشناس‌کننده‌ها برای اجتناب از این نوع هدف‌گیری و دریافت دید عینی‌تر از اطلاعات استفاده می‌شوند.
برای ایجاد یک سیستم ناشناس قابل اعتماد، امضاهای الکترونیکی پراکسی ناشناس مفید هستند. می‌توان از این نرم‌افزارها در رای‌گیری ناشناس یا سایر فرآیندهای احراز هویت که به ناشناس بودن اهمیت می‌دهند، استفاده کرد.

## انواع ناشناس کننده‌ها

### ناشناس کننده‌های مبتنی بر پروتکل خاص
گاهی وقت‌ها ناشناس کننده‌ها برای کار با یک پروتکل خاص پیاده‌سازی می‌شوند. مزیت این سیستم این است که نیازی به نرم‌افزار اضافی نیست. این عملیات به این صورت انجام می‌شود: یک اتصال توسط کاربر به ناشناس کننده ایجاد می‌شود و دستورها در یک پیام معمولی گنجانده می‌شود. سپس ناشناس کننده با منبع مشخص شده توسط دستور ورودی ارتباط برقرار می‌کند و پیام را با دستور حذف شده ارسال می‌کند.
نمونه ای از یک ناشناس کننده پروتکل خاص، یک ارسال کننده مجدد ناشناس برای ایمیل است. همچنین پراکسی سرورهای وب و bouncerها برای FTP و آی آر سی مثال خوبی هستند.

### ناشناس کننده‌های مستقل از پروتکل
پراکسی ناشناس از پروتکل را می‌توان با ایجاد یک تونل به یک ناشناس کننده به دست آورد. فناوری‌های مختلفی برای انجام این کار وجود دارد. پروتکل‌های مورد استفاده توسط سرویس‌های ناشناس کننده ممکن است شامل SOCKS، PPTP یا OpenVPN باشد.
در این حالت یا برنامه مورد نظر باید از پروتکل تونل سازی پشتیبانی کند یا یک نرم‌افزار باید نصب شود تا تمام اتصال‌ها را از طریق تونل ارسال کند. مرورگرهای وب، کلاینت‌های FTP و IRC اغلب از SOCKS پشتیبانی می‌کنند، برخلاف telnet که از هیچ‌کدام پشتیبانی نمی‌کند.

## استفاده از relayهای متعدد
پروکسی‌ها را می‌توان به صورت زنجیره‌ای درآورد. زنجیره‌ای کردن پراکسی‌های ناشناس می‌تواند تجزیه و تحلیل ترافیک را بسیار پیچیده‌تر و پرهزینه‌تر کند، زیرا استراق سمع را ملزم به نظارت بر بخش‌های مختلف اینترنت می‌کند. یک ارسال کننده ناشناس می‌تواند از این سیستم برای ارسال یک پیام به یک یا چند ارسال کننده ثانوی و در نهایت به مقصد استفاده کند.
با استفاده از Tor می‌توان حتی میزان ناشناسی قوی تری به دست آورد. Tor صرفاً یک زنجیره پروکسی نیست، بلکه یک مسیریاب پیازی است، به این معنی که اطلاعات مسیریابی (و همچنین محتوای پیام) به گونه‌ای رمزگذاری شده است که از پیوند مبدأ و مقصد جلوگیری می‌کند. مانند تمام شبکه‌های ناشناس، Tor نمی‌تواند پیام‌های مقصد اینترنت عمومی را رمزگذاری سرتاسری کند. این امر باید بین فرستنده و گیرنده تنظیم شود. با این حال، پروتکل پیازی Tor، رمزگذاری سرتاسر، همراه با توانایی ناشناس کردن سرورها را ارائه می‌کند و آنها را در برابر سانسور مقاوم‌تر می‌کند.
یکی دیگر از شبکه‌های ناشناس پروژه اینترنت مخفی (I2P) است. برخلاف Tor، این شبکه یک شبکه کاملاً داخلی است. فلسفه پشت I2P این است که هر گره ترافیک را برای دیگران مسیریابی می‌کند و ترافیک خود را در آن ترکیب می‌کند، در حالی که ترافیک خود فرد توسط سایر کاربران از طریق آنچه که به اصطلاح تونل نامیده می‌شود، که از کاربرهای مختلف تشکیل شده است، منتقل می‌شود. همان‌طور که شما هرگز نمی‌دانید که آیا هیچ‌یک از گره‌های ترکیب شده اتصال‌ها را ذخیره می‌کند یا خیر، تنها راه برای اطمینان از عدم ثبت اطلاعات این است که گره میکس ناشناس خود را اجرا کنید و ترافیک خود را با سایر کاربران ترکیب کنید. این کاربران دیگر نیازی به اعتماد به شما ندارند، زیرا آنها ترافیک خود را با ترافیک شما و سایر کاربران در گره‌های خود ترکیب می‌کنند. این شبکه بسیار پویا و کاملاً غیرمتمرکز است. I2P همچنین مراقبت از یادگیری سایر گره‌ها در مورد وجود گره شما را نیز انجام می‌دهد، زیرا بدون استفاده از کاربران از گره شما، ترافیکی برای ترکیب شما وجود نخواهد داشت. از آنجایی که تمام ترافیک مطلقاً در شبکه I2P باقی می‌ماند، اطلاعات کاربر می‌تواند رمزگذاری شده سرتاسر شبکه باقی بماند و هرگز در گزارش‌های وب سایت‌های عمومی نشان داده نمی‌شود.

## نمونه‌ها
نمونه‌هایی از وب‌سایت‌های ناشناس عبارتند از Anonymouse, Anonymiz.com, Anonymize, Anonymizer, IDZap, Ultimate Anonymity, The Cloak, GoTrusted و GhostSurf Platinum. وب سایت‌هایی مانند GoTrusted.com و Anonymizer.com از طریق پرداخت هزینه اشتراک، دسترسی به اینترنت را با ناشناس بودن به کاربران ارائه می‌دهند. کاربران برای هدایت ترافیک آنلاین خود از طریق سرورهای شرکت‌ها، معمولاً از VPN استفاده می‌کنند.